# Jasminum fluminense
Jasminum fluminense Vell., 1825 é uma espécie de plantas com flor da família Oleaceae. O Catalogue of Life não lista qualquer subespécie.

## Descrição
Jasminum fluminense é um arbusto escandente, com até 3 m de altura, com os ramo juvenis tomentosos e os maduro glabros.
As folhas apresentam filotaxia oposta, são trifolioladas, com folíolos ovados, base aguda a arredondada, ápice agudo a acuminado, pubescentes a glabros em ambas as faces, com venação acródroma suprabasal, o folíolo terminal maior, até 5,0 cm de comprimento e 3,3 cm de largura. Os folíolos laterais são menores, até 3,5 cm de comprimento e 2,2 cm de largura. As folhas apresentam domácias pilosas na base das nervuras principais da face abaxial.
A inflorescência é axilar, tirsóide. As flores apresentam cálice campanulado, com cerca de 3,0 mm de comprimento, 6 – 7 dentado, pubescente. A corola é tubular, com cerca de 1,0 cm de comprimento, estriada, glabra, com 5 – 6 lobos. O androceu apresenta 2 estames, com filete com cerca de 2,0 mm de comprimento e anteras com cerca de 5,0 mm de comprimento. O ovário com cerca de 1,0 mm de comprimento.
O fruto é uma baga bilobada, arredondada, com cerca de 7,0 mm de largura.

## Galeria

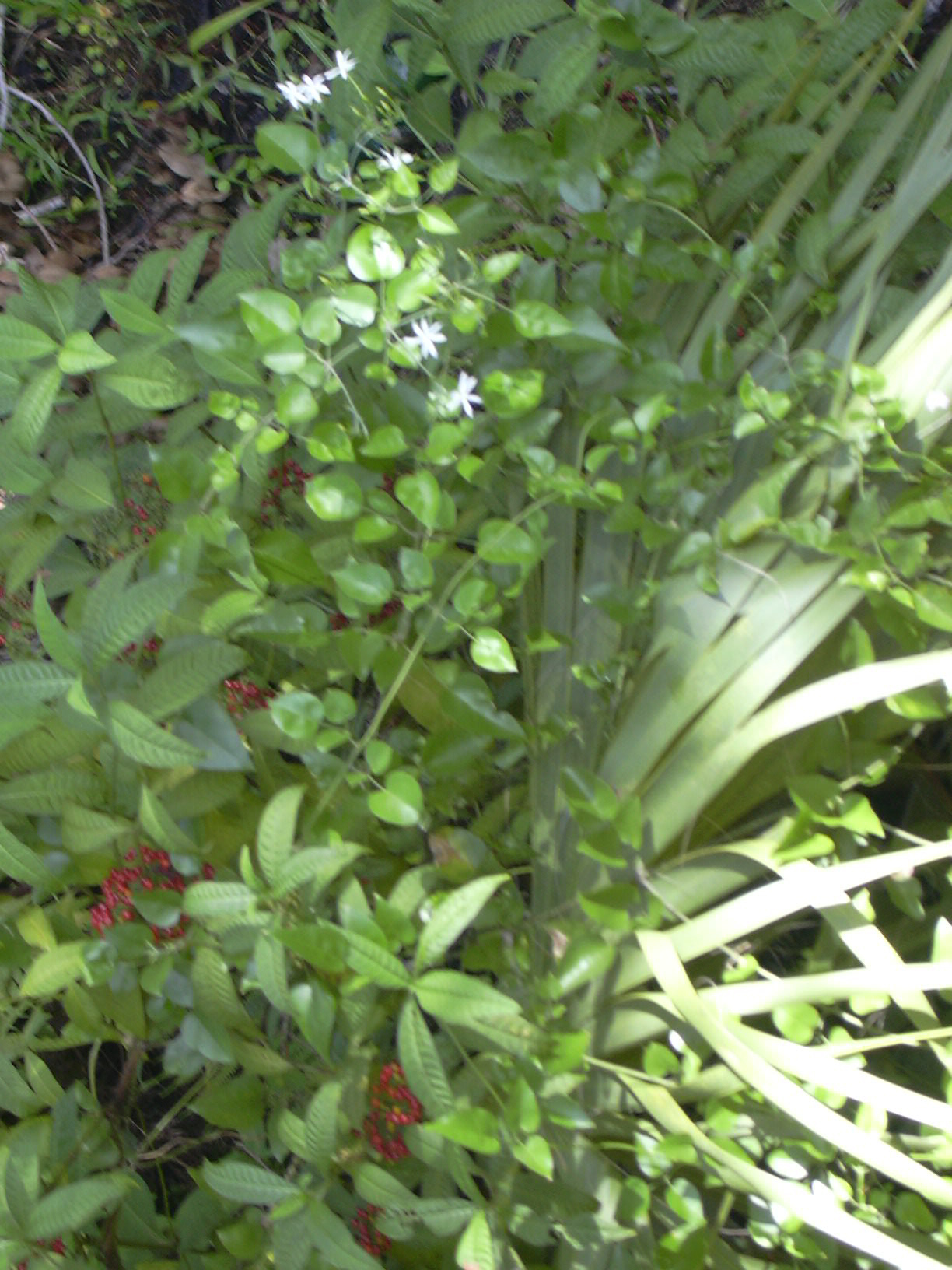
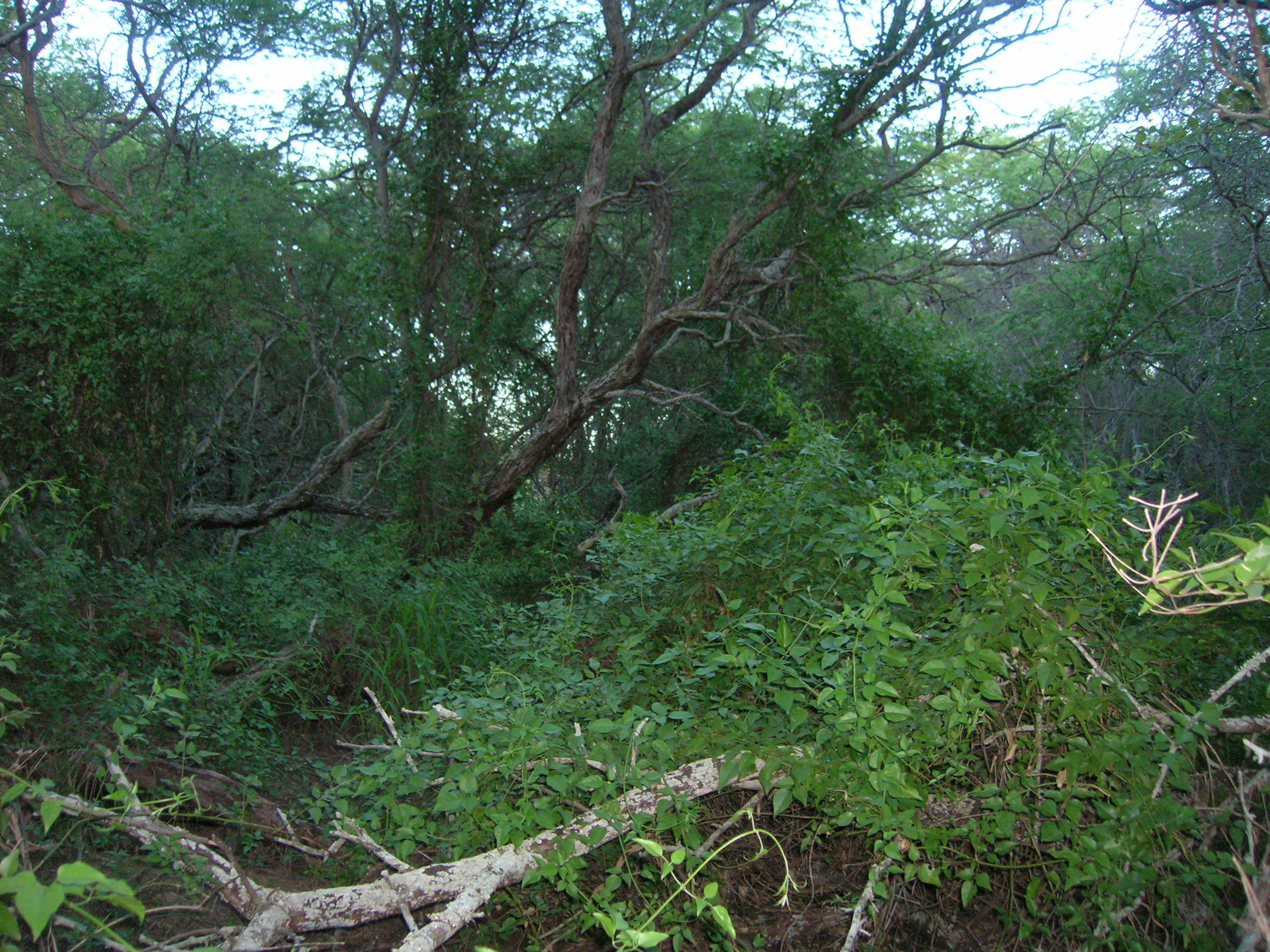
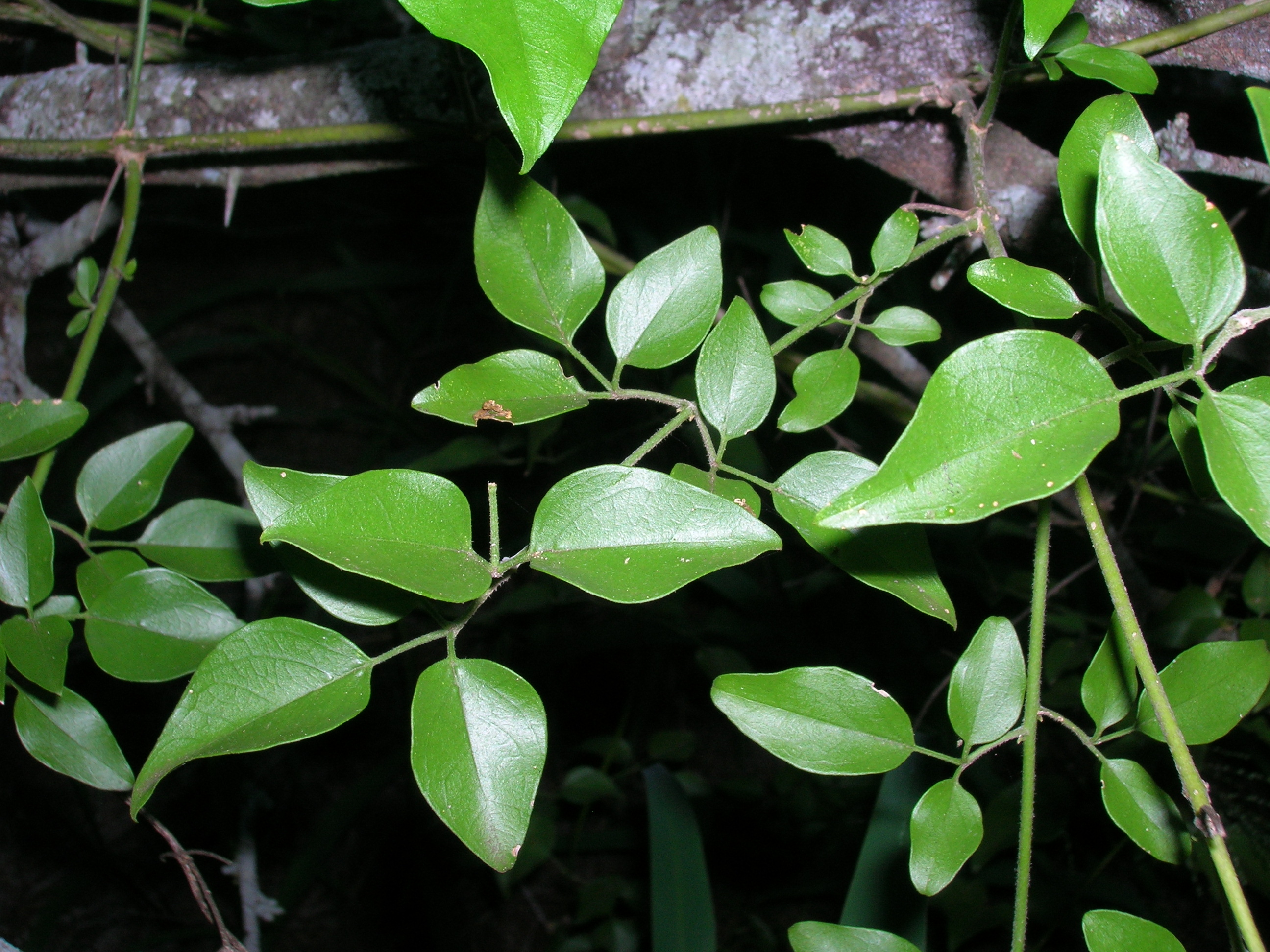
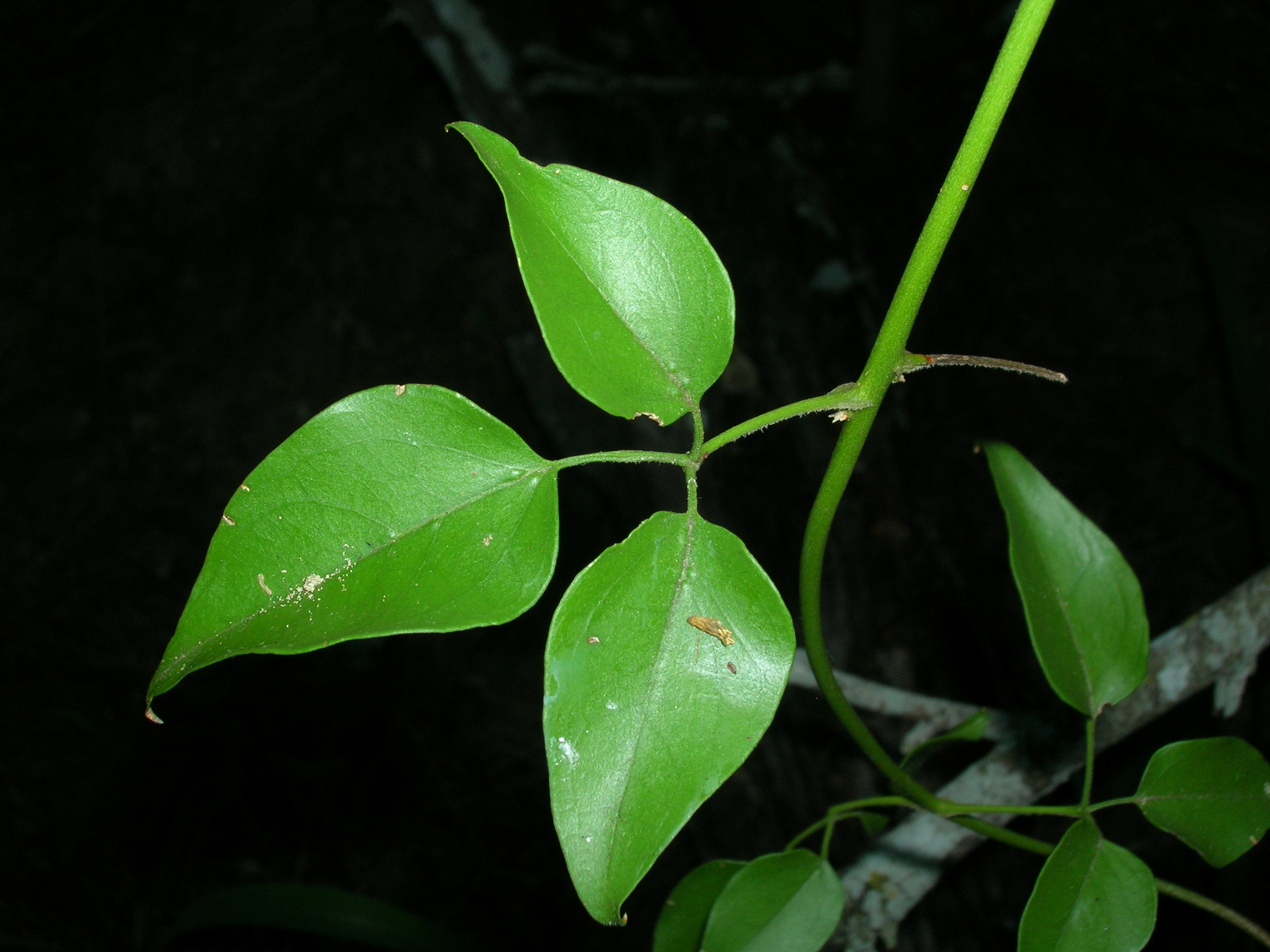
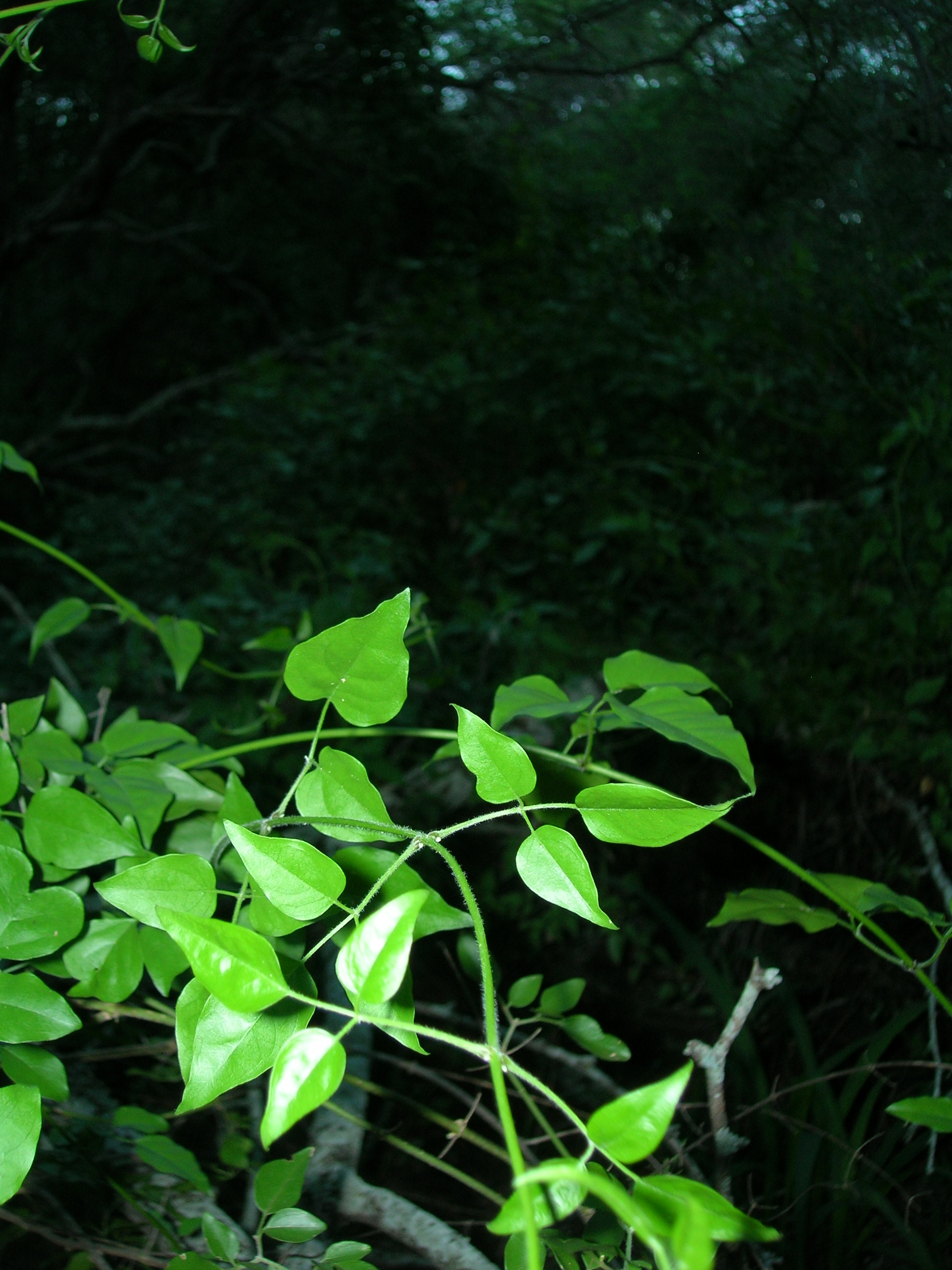